# حمحماوية
حمحماوية (الاسم العلمي: Boragineae) هي قبيلة من النباتات تتبع فصيلة الحمحمية من الطبقة النجمياوايات.

## أجناس الحمحماوية
- الحمحم
- لسان الثور
- السمفوطن